# Jan Spooren
Jan Spooren (Herk-de-Stad, 12 januari 1969) is een Belgisch politicus actief voor de Nieuw-Vlaamse Alliantie (N-VA) en de huidige gouverneur van Vlaams-Brabant.

## Levensloop
Spooren studeerde in 1992 af als licentiaat in de rechten aan de KU Leuven met een Erasmuservaring te Rome met specialisatie Europees Sociaal Beleid. In 1997 behaalde hij nog een MBA in humanresourcesmanagement aan de VUB.
Van 1992 tot 1997 was Spooren werkzaam bij de KU Leuven, respectievelijk als wetenschappelijk medewerker verbonden aan het Instituut voor Sociaal Recht, verantwoordelijke voor internationale projecten en vanaf 1993 als coördinator van het Europees Instituut voor Sociale Zekerheid. Nadien was hij van 1997 tot 2000 beleidsadviseur voor sociale zekerheid bij Bernhard Business International, een Frans consultancybedrijf gespecialiseerd in tewerkstelling, sociale aangelegenheden en volksgezondheid. Vervolgens werd hij aangesteld als secretaris-generaal van de koepelorganisatie Europees Platform voor Revalidatie (EPR), een functie die hij uitoefende van 2000 tot 2014. Tegelijkertijd was hij directeur van MISSOC, een Europese databank van wetgevingen rond sociale zekerheid.
In oktober 1994 werd hij voor de Volksunie verkozen tot gemeenteraadslid in zijn toenmalige woonplaats Herk-de-Stad. Begin 1995 werd hij lid van het college van burgemeester en schepenen als schepen van Cultuur, Jeugd, Onderwijs en Informatie, wat hij bleef tot in 1998. In dat jaar verhuisde Spooren naar Duisburg, een deelgemeente van Tervuren.
Hij werd in Tervuren voorzitter van de plaatselijke N-VA-afdeling en werd in 2012 verkozen als gemeenteraadslid. De N-VA kwam tot een bestuursakkoord met CD&V en Groen+ en Spooren werd burgemeester van de gemeente, met bijkomende bevoegdheden algemeen beleid, politie en veiligheid, personeelszaken en Vlaams karakter, integratie en gemeenschapsvorming. Na de gemeenteraadsverkiezingen van oktober 2018 bleef Spooren burgemeester van Tervuren.
Bij de federale verkiezingen van 25 mei 2014 werd Spooren verkozen als lid van de Kamer van volksvertegenwoordigers voor de kieskring Vlaams-Brabant. Hij hield er zich vooral bezig met het beleid rond sociale zekerheid en pensioenen. Bij de verkiezingen van 26 mei 2019 werd hij herkozen.

Vlag van de gouverneur van Vlaams-Brabant

Op 17 juli 2020 werd Spooren door de Vlaamse Regering benoemd tot provinciegouverneur van Vlaams-Brabant. Hij diende hierdoor ontslag te nemen uit zijn overige politieke functies.
Spooren is gehuwd en vader van vier kinderen.